# Житомирский молочный завод
Житомирский молочный завод (укр. Житомирський молочний завод) — предприятие пищевой промышленности в Житомире.

## История
В советское время молокозавод (вместе с 6 другими молочными заводами, 7 маслозаводами и 5 другими маслосыродельными и сыродельными предприятиями области и обеспечивающими их деятельность ремонтно-механическими мастерскими) входил в состав Житомирского областного объединения молочной промышленности и являлся одним из ведущих предприятий города.
После провозглашения независимости Украины молокозавод был передан в коммунальную собственность Житомирской области.
В мае 1995 года Кабинет министров Украины включил завод в перечень предприятий, подлежащих приватизации в течение 1995 года. В дальнейшем, государственное предприятие было преобразовано в общество с ограниченной ответственностью.
Собственником завода стала торгово-промышленная группа "Рейнфорд" из Днепропетровска. В 2007 году в ходе исследования продуктов питания украинских производителей молочной продукции Всеукраинский государственный научно-производственный центр стандартизации, метрологии, сертификации и защиты прав потребителей обнаружил в йогурте производства житомирского молокозавода "Рейнфорд" консерванты и искусственные красители, запрещённые украинским законодательством.
По состоянию на начало 2008 года молокозавод входил в число ведущих предприятий пищевой промышленности города. Начавшийся в 2008 году экономический кризис осложнил положение предприятия.
Летом 2008 года в ходе исследования продуктов питания украинских производителей молочной продукции Всеукраинский государственный научно-производственный центр стандартизации, метрологии, сертификации и защиты прав потребителей установил, что в питьевом йогурте "Лісова ягода" производства житомирского молокозавода "Рейнфорд" содержатся синтетические красители, массовая доля консерванта - бензойной кислоты составляет 39,3 мг/кг (что превышало допустимые нормы в 7,8 раз), а массовая доля сорбиновой кислоты (применение которой в молочных изделиях вообще не допускается) составляет 232 мг/кг. Изготавливаемый предприятием сладкий сырок с ванилином содержал 52,3 мг/кг бензойной кислоты (что более чем в 10 раз превышало допустимые нормы для указанного вида продукции) и 129 мг/кг сорбиновой кислоты. 2008 год завод завершил с убытком 16,5 млн. гривен.
В январе 2009 года специалисты Житомирского областного управления по защите прав потребителей обнаружили наличие растительного жира в составе сливочного масла «Селянское» жирностью 72,5% (которое продавалось как чисто молочное), выпущенном житомирской молочной фабрикой "Рейнфорд".
В июле 2010 года завод был признан одним из лучших товаропроизводителей области и вошёл в число победителей конкурса "100 кращих товарів України". В декабре 2010 года было установлено, что предприятие производит и реализует под торговой маркой «Щодня» продукты ««Селянське екстра» 82,5% жира  и «Селянське солодковершкове» 72,5% жира без указания на упаковке обозначения товара как спреда. За неточные сведения относительно потребительских свойств товара и распространение информации, вводящей в заблуждение потребителей Житомирское отделение АМКУ оштрафовало завод на 10 000 гривен.
В 2011 году завод входил в число крупнейших предприятий молочной промышленности Житомирской области.
В 2012 году завод фактически остановился, в течение года его выручка составила всего 3 млн. гривен, а убыток — 2,4 млн. гривен.
3 сентября 2013 года хозяйственный суд Житомирской области начал банкротство Житомирского молочного завода — дочернего предприятия ООО "Молочная фабрика "Рейнфорд" по иску кредиторов ЧП "Консалтинговая фирма "Прометей" и ЧП "Изяславмолпродукт". В это время завод являлся одним из крупнейших молокозаводов на территории Украины.
В мае 2015 года оставшиеся на предприятии работники были уволены. В дальнейшем, оборудование было демонтировано и вывезено в Шаргород Винницкой области.
В феврале 2021 года была окончена полная реконструкция завода. Установлены новые европейские линии по изготовлению молочной продукции: твёрдых сыров, ультрапастерезованного молока, творога, сметаны, йогуртов, ряжанки и другой кисто-молочной продукции
В марте 2021 года завод выпускает первый сыр на новом оборудовании. Ассортимент составляют 10 разновидностей
В Июне 2021 года завод выпускает первое ультрапастерезованное молоко TFA

## Деятельность
На данный момент предприятие выпускает твёрдый сыр под торговой маркой "Житомирський молочний завод". Существует 10 видов сыра. Российский сыр, Вершковий сыр, Европейский сыр, Буковина сыр, Голландия сыр. Так же предприятие выпускает элитную линию твёрдых выдержаных сыров, в ассортименте Мааздам, Гауда, Радомер, Королевский.
Второй линией Житомирского молочного завода стал выпуск ультрапастерезованного молока (TFA) под торговыми марками "Житомирський молочний завод" и "Зоряна"
Предприятие выпускало продукты питания под торговой маркой "Щодня" (в том числе, питьевое молоко, йогурт, сметану, сливочное масло, творог, маргарин).